# مسجد أمين خليل الباجه جي
مسجد أمين خليل الباجه جي من مساجد بغداد الأثرية التراثية في العراق، ويقع في جانب الرصافة، في محلة رأس القرية بالقرب من سوق شارع النهر، وشيد وبني في عام 1221 هـ/1806م، من قبل السيد أمين خليل، وقد جدد عمارتهِ أحد ابنائه وهو المتولي خليل الباجه جي عام 1375 هـ/1956م، وفي داخل المسجد يوجد مقبرة تحوي عدد من قبور عائلة الباجه جي.
ومن الأئمة والخطباء الذين شغلوا منصب الإمامة فيهِ الشيخ جلال الدين الحنفي عام 1953م. والمسجد مستلم من قبل ديوان الوقف السني في العراق وحالته مضبوطة، وتقام فيه حالياً الصلوات الخمسة المكتوبة.